# Miconia modica
Miconia modica är en tvåhjärtbladig växtart som beskrevs av James Francis Macbride. Miconia modica ingår i släktet Miconia och familjen Melastomataceae. Inga underarter finns listade i Catalogue of Life.